# Lubuk Pendam (Kerkap)
Lubuk Pendam is een bestuurslaag in het regentschap Bengkulu Utara van de provincie Bengkulu, Indonesië. Lubuk Pendam telt 481 inwoners (volkstelling 2010).